# Sophie de Thuringe
Pour les articles homonymes, voir Sophie et Thuringe (homonymie).
Sophie de Thuringe, née le 20 mars 1224 près d'Eisenach en Thuringe et morte le 29 mai 1275, fut duchesse de Brabant en tant que deuxième épouse du duc Henri II. Elle est l'ancêtre de la maison de Hesse.

## Biographie
Sophie de Thuringe est le deuxième enfant de Louis IV (1200–1227), landgrave de Thuringe, et de son épouse Élisabeth de Hongrie (1207–1231), fille du roi André II. Elle est née sur le territoire du landgraviat de Thuringe, la propriété de son père, sans doute au château de la Wartbourg ou au château voisin de Creuzburg. Louis IV meurt quand elle a trois ans : parti pour se rallier à la sixième croisade sous la conduite de l'empereur Frédéric II, il est décédé d'une maladie fébrile camp de l'armée dans les Pouilles.

À la mort précoce de leur père, Sophie et son frère aîné Hermann II (1222–1241) n'étaient que de jeunes enfants. Leur oncle Henri le Raspon assume la régence sur la Thuringe et, selon certaines sources, intrigue pour succéder officiellement à son défunt frère. La veuve Élisabeth dû se rendre avec ses enfants à Marbourg où elle meurt le 17 novembre 1231 ; elle fut canonisée par le pape Grégoire IX à Pentecôte, le 27 mai 1235. Hermann II ne règne jamais effectivement et est décédé dix ans plus tard, à l'âge de 19 ans. Une « légende noire » accuse son oncle de l'avoir empoisonné, en dépit des preuves scientifiques.

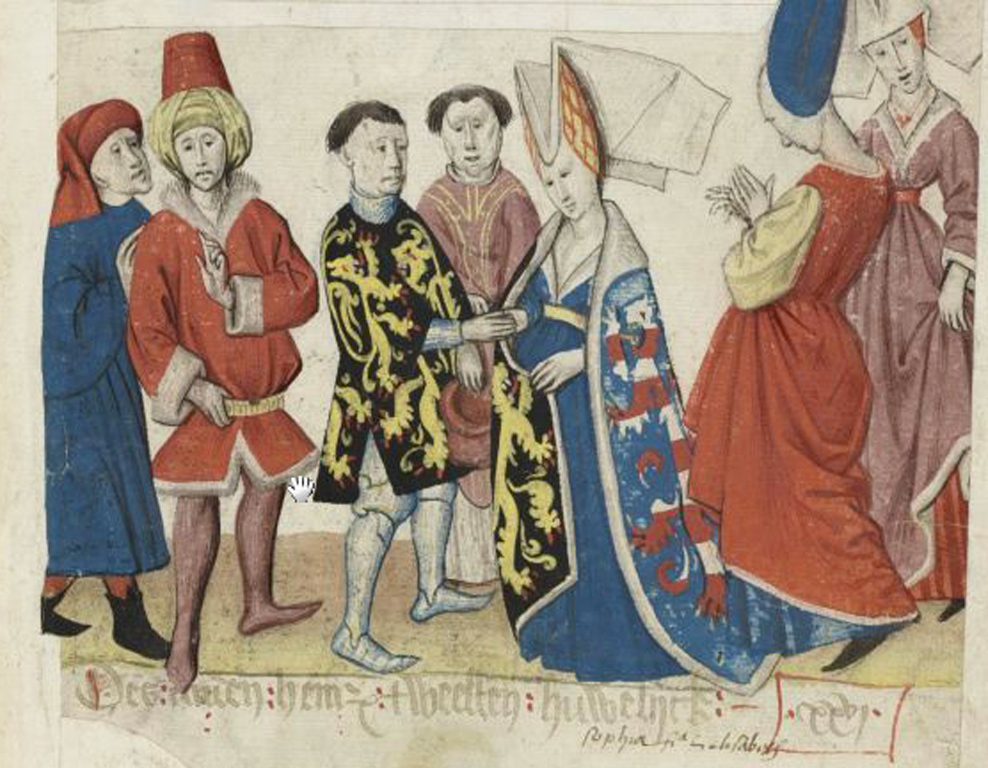
Le mariage de Henri et Sophie, miniature du XVe siècle.

Vers l'an 1240, Sophie se marie avec Henri II, duc de Brabant. La première épouse de Henri, Marie de Hohenstaufen était décédée en 1235. Deux enfants sont nés de son second mariage avec Sophie : Henri Ier (1244–1308) dit « l'Enfant de Brabant», le futur landgrave de Hesse, et Élisabeth (1243–1261), mariée en 1254 au duc Albert Ier de Brunswick-Lunebourg.
Vers l’an 1245, Sophie fait construire l'église Sainte-Elisabeth à Liège, en l'honneur de sa mère.
Dans ses dernières années, Sophie se consacra à la lutte pour le patrimoine des landgraves de Thuringe. Après la mort de son frère Hermann II, l'empereur Frédéric II a promis de céder le fief au margrave Henri III de Misnie, issu de la maison de Wettin, un neveu du landgrave Louis IV et cousin de Sophie. Il a tenu son engagement lorsque Henri le Raspon meurt sans descendance en 1247, malgré les protestations de Sophie qui a considéré son jeune fils Henri Ier comme héritier légitime et s'est assuré du soutien d'une assemblée des nobles à Gudensberg.
Ensuite, le conflit la guerre de Succession de Thuringe éclate entre Sophie le margrave Henri III l'Illustre. Le 23 avril 1248, Sophie conclut une alliance stratégique avec l'Ordre Teutonique à Marbourg, tandis que les comtes en Thuringe, dont les maisons de Schwarzbourg, de Weimar-Orlamünde et de Stolberg, se soumirent au margrave de Misnie. Mettant à profit l'absence de pouvoir impérial pendant le Grand Interrègne, Henri III s'empare de la quasi-totalité de la Thuringe jusqu'au château de la Wartbourg. Le 2 mars 1250, Sophie a également dû abandonner la tutelle de son fils.
Néanmoins, dès le mariage de sa fille Élisabeth, Sophie obtient le secours de son beau-fils Albert Ier de Brunswick, dont la propre sœur Hélène (1231-1273) était fiancée à Hermann II de Thuringe, ainsi que de la part de son beau-frère Henri II d'Anhalt-Aschersleben. Au printemps 1259, les alliés ont à nouveau attaqué les régions d'Eisenach, de la Wartbourg et de Creuzburg. Le conflit entre Sophie et Henri III de Misnie dure jusqu'en 1263, lorsqu'Albert Ier de Brunswick est complètement battu et capturé par les fils du margrave, Albert II et Thierry de Landsberg. L'année suivante, Sophie doit renoncer définitivement à la Thuringe mais réussit à assurer le landgraviat de Hesse à son fils.
Henri Ier, ayant épouse en 1263 Adélaïde (morte en 1274), une deuxième sœur d'Albert Ier de Brunswick, prend le titre de « landgrave de Hesse ». À partir de 1273, il a soutenu le nouveau roi Rodolphe Ier de Habsbourg ; en contrepartie, il fut élevé au rang de prince du Saint-Empire en 1292.
Par leur fils, Sophie est le fondateur de la dynastie brabançonne de Hesse. Elle meurt en 1275 et fut enterrée dans l'église abbatiale de l'abbaye cistercienne de Villers, en Brabant.